# Roestflankelfje
Het roestflankelfje (Malurus amabilis) is een zangvogel uit de familie Maluridae (elfjes).

## Verspreiding
De soort komt voor in noordoostelijk Australië.

## Status
De grootte van de populatie is niet gekwantificeerd maar de soort wordt omschreven als plaatselijk vrij algemeen. Op de Rode lijst van de IUCN heeft deze soort de status niet bedreigd.